# クリノリン

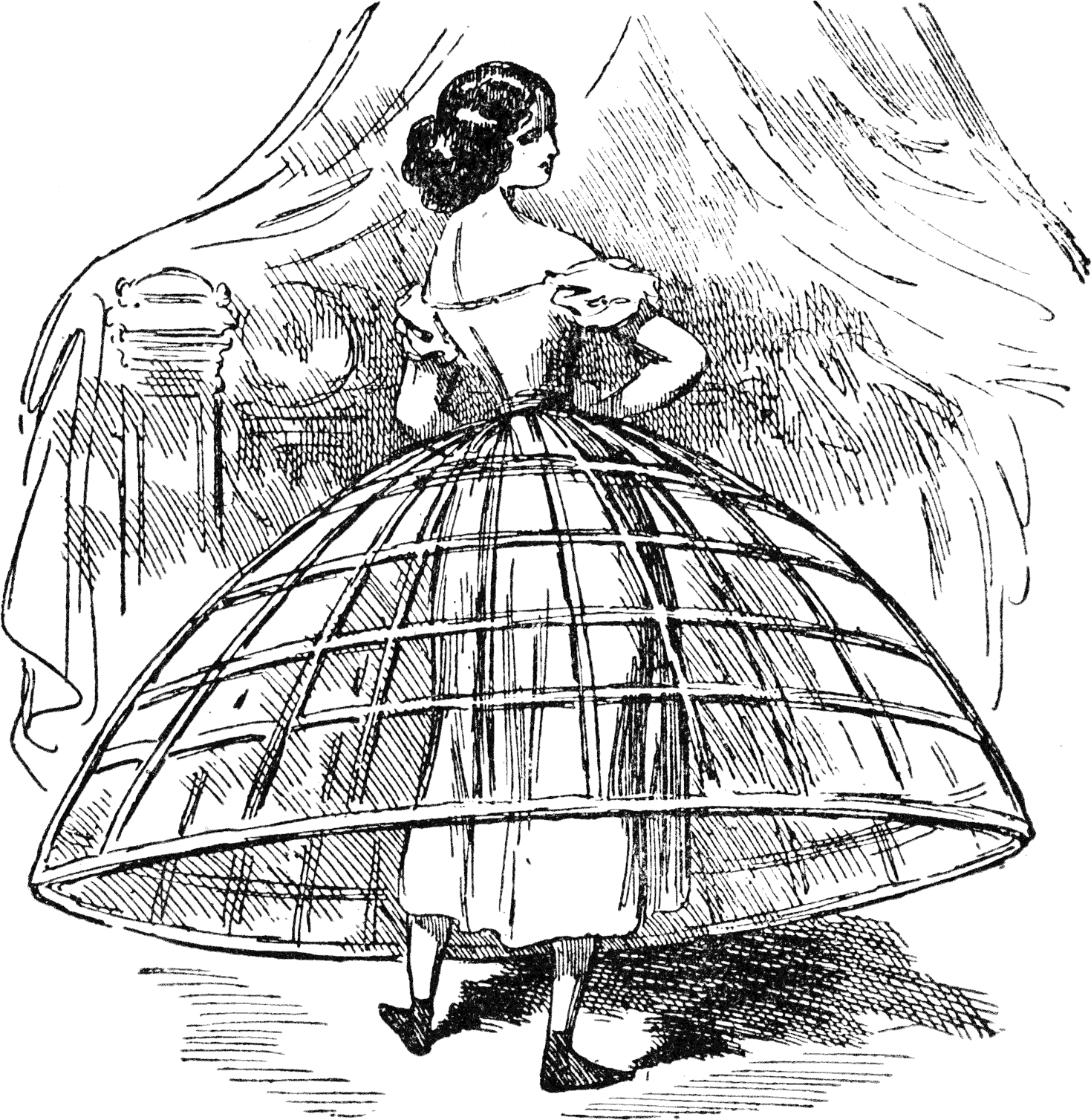
クリノリンをつけた女性

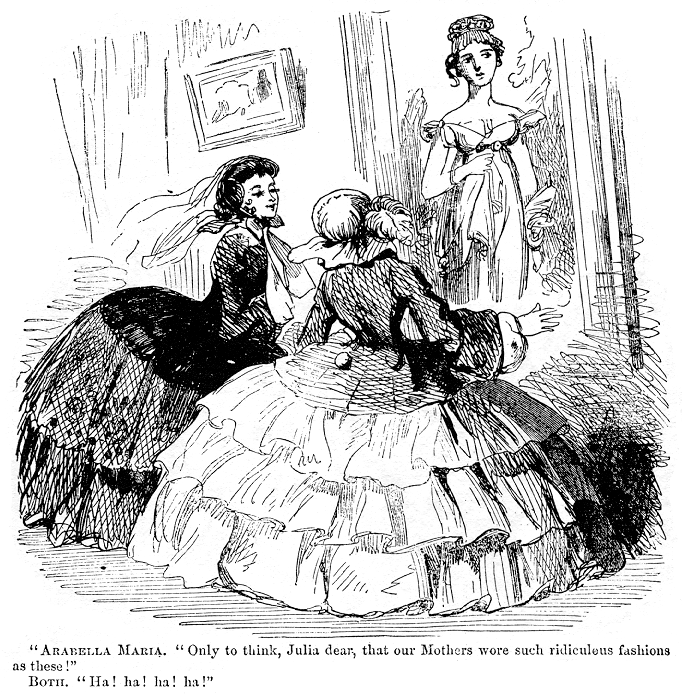
クリノリンをスカート下に着用した女性たち（手前）と絵画の女性の対比

クリノリン（英語: crinoline）は、1850年代後半にスカートを膨らませるために発明された下着で、鯨ひげや針金を輪状にして重ねた骨組みである（後に材質は変化）。1860年代に入るとクリノリンはその形を変化させ、前後にやや扁平で水平断面が楕円のデザインなどさまざまなバリエーションが生まれた。

## 概要
「クリノリン」とは馬の尻尾の毛を指す「クリノ（イタリア語: crino）」と、麻布を指す「リノ（イタリア語: lino）」の合成語。原義は馬の毛を織り込んで張りのある綿布（もしくは麻布）で縫ったペチコートを指し、やがてスカート布を膨らませる新発明の下着も、布地を多用して大きく広がるスカートを備えたスタイルもクリノリンと呼ぶようになった。
それまでスカートを膨らませるにはペチコートを何枚も重ね履きする必要があったところ、1856年にフランスで籠のような下着が発明され、ミリエという人物が針金やクジラのヒゲを丸めた輪を支持材で吊り、円錐形にまとめた。この枠を着用して上にスカートをかぶせるとドーム型のシルエットが容易に得られ、ヴィクトリア朝のイギリス女性の間で爆発的な人気を得た。スカートの裾は大きく広がれば広がるほど良いという風潮が生まれ、クリノリンが巨大化した理由の一つは1856年、皇太子（ナポレオン4世）を身ごもっていたフランスのウジェニー皇后とされた。姿態の不恰好さを隠すためにクリノリンを極端に拡大して使っていた。それが新しいモードとしてサロンに受け入れられると、1850年代末にクリノリンの大きさは最大値に達する。巨大化は1860年代まで続き、大量の布がたてる衣擦れ（きぬずれ）の音は、病人がうるさがるほどであった。
しかし身につけたクリノリンが引っかかると転倒したり、暖炉などの火がスカートに引火して火傷をしたりなど事故が多発するにいたった。

一説にはクリノリンに起因する事故にあう人は年間2万人、死者は3000人といわれる。フローレンス・ナイチンゲールは著書『看護覚え書』の1868年版において、1863年から1864年の2年間に服に引火して焼死した女性630名はあらゆる年齢層にわたり、その内訳はクリノリンを着る年齢が10歳以後から一生と仮定すると「このばかばかしい醜悪な慣習」が焼死者277人を出したと指摘した上で、戸籍本署長官の記録した女性の焼死者数はもっと多く、原因を記録しないせいで実態が明らかでないとも述べた。また医療の現場で患者に悪影響を与える様々な雑音のひとつとしてクリノリンの衣擦れを挙げた上で、以下のように記している。

## 収蔵資料
文化学園服飾博物館のコレクションに下着のクリノリン（イギリス）ほか、流行したアール・ヌーヴォー時代のイギリスとアメリカの服飾を収蔵する。